# Psychotria rhonhofiae
Psychotria rhonhofiae är en måreväxtart som beskrevs av Kurt Krause. Psychotria rhonhofiae ingår i släktet Psychotria och familjen måreväxter. Inga underarter finns listade i Catalogue of Life.